# Палтиниш (Сучава)
Палтиниш (рум. Păltiniș) насеље је у Румунији у округу Сучава у општини Паначи. Oпштина се налази на надморској висини од 1197 m.

## Становништво
Према подацима из 2002. године у насељу је живело 100 становника, од којих су сви румунске националности.